# Cargolet xiulador meridional
El cargolet xiulador meridional (Microcerculus marginatus) és un ocell de la família dels troglodítids (Troglodytidae).

## Hàbitat i distribució
Habita el sotabosc de la selva pluvial a turons i zones més baixes del sud-oest i sud-est de Costa Rica i Panamà, oest i nord de Colòmbia, oest i nord de Veneçuela, oest de l'Equador i per l'est dels Andes des de l'est de Colòmbia i sud-oest de Veneçuela, cap al sud, a través de l'est de l'Equador i est del Perú fins al nord de Bolívia i Amazònia de Brasil.